# Bonnay (Saona i Loara)
Bonnay – miejscowość i gmina we Francji, w regionie Burgundia-Franche-Comté, w departamencie Saona i Loara.
Według danych na rok 1990 gminę zamieszkiwało 250 osób, a gęstość zaludnienia wynosiła 21 osób/km² (wśród 2044 gmin Burgundii Bonnay plasuje się na 662. miejscu pod względem liczby ludności, natomiast pod względem powierzchni na miejscu 805.).